# Centaurea foliosa
Centaurea foliosa là một loài thực vật có hoa trong họ Cúc. Loài này được Boiss. & Kotschy ex Boiss. & Kotschy mô tả khoa học đầu tiên năm 1875.